# ری‌تاون (میزوری)
ری‌تاون (به انگلیسی: Raytown) شهری در شهرستان جکسون ایالت میزوری است که جمعیت آن در سرشماری سال ۲۰۱۰ میلادی ۲۹٫۵۲۶ نفر بوده است.